# Рагуша (приток Воложбы)
Ра́гуша (устар. Рагоша) — река в России, протекает по Любытинскому району Новгородской области и Бокситогорскому району Ленинградской области. Левый приток реки Воложба, бассейн Сяси.

## География
Рагуша начинается севернее деревни Лушино, течёт на северо-восток, принимая слева ручей, вытекающий из Никулинского озера. Затем поворачивает на север, течёт в «коридоре» длиной в 5 км и шириной 1 км участка Новгородской области, с трёх сторон окружённого территорией Ленинградской области. Затем переходит на территорию Ленинградской области, течёт в овраге.
На участке в 4 километра уходит под землю, оставив на поверхности сухое русло, после сильных дождей заполняемое водой, затем снова выходит на поверхность. В этом же месте зимой на склонах оврага образуется ледопад. Этот участок русла Рагуши объявлен памятником природы.
Впадает в Воложбу в 62 км от устья последней. Длина реки — 40 км, площадь водосборного бассейна — 202 км².

## Данные водного реестра
По данным государственного водного реестра России относится к Балтийскому бассейновому округу, водохозяйственный участок реки — Сясь, речной подбассейн реки — Нева и реки бассейна Ладожского озера (без подбассейна Свирь и Волхов, российская часть бассейнов). Относится к речному бассейну реки Нева (включая бассейны рек Онежского и Ладожского озера).
Код объекта в государственном водном реестре — 01040300112102000018112.

## Галерея
- Сухое русло реки Рагуша, вид с моста
- Рагуша уходит под землю (в понор)